# Leichtathletik-Weltmeisterschaften 2017/Teilnehmer (Kolumbien)
| Gelbes Symbol für Goldmedaillen mit stilisierten Olympischen Ringen | Graues Symbol für Silbermedaillen mit stilisierten Olympischen Ringen | Braundes Symbol für Bronzemedaillen mit stilisierten Olympischen Ringen |
| ------------------------------------------------------------------- | --------------------------------------------------------------------- | ----------------------------------------------------------------------- |
| 1                                                                   | 1                                                                     | —                                                                       |

Von Kolumbien wurden neun Athletinnen und zehn Athleten für die Leichtathletik-Weltmeisterschaften 2017 in London nominiert.

## Ergebnisse

### Frauen

#### Laufdisziplinen
| Athletin         | Disziplin   | Vorlauf         | Vorlauf | Halbfinale         | Halbfinale         | Finale             | Finale             |
| Athletin         | Disziplin   | Zeit            | Platz   | Zeit               | Platz              | Zeit               | Platz              |
| ---------------- | ----------- | --------------- | ------- | ------------------ | ------------------ | ------------------ | ------------------ |
| Johana Arrieta   | 800 m       | 2:07,36 min     | 42      | nicht qualifiziert | nicht qualifiziert | nicht qualifiziert | nicht qualifiziert |
| Muriel Coneo     | 1500 m      | 4:11,98 min SB  | 36      | nicht qualifiziert | nicht qualifiziert | nicht qualifiziert | nicht qualifiziert |
| Muriel Coneo     | 5000 m      | 15:26,18 min NR | 28      |                    |                    | nicht qualifiziert | nicht qualifiziert |
| Sandra Arenas    | 20 km Gehen |                 |         |                    |                    | 1:28:10 h NR       | 5                  |
| Yeseida Carrillo | 20 km Gehen |                 |         |                    |                    | DSQ                | DSQ                |
| Sandra Galvis    | 20 km Gehen |                 |         |                    |                    | 1:31:13 h          | 17                 |

#### Sprung/Wurf
| Athletin          | Disziplin   | Qualifikation | Qualifikation | Finale             | Finale             |
| Athletin          | Disziplin   | Weite/Höhe    | Platz         | Weite/Höhe         | Platz              |
| ----------------- | ----------- | ------------- | ------------- | ------------------ | ------------------ |
| Caterine Ibargüen | Dreisprung  | 14,21 m       | 7             | 14,89 m            | Silber             |
| Sandra Lemos      | Kugelstoßen | 16,36 m       | 27            | nicht qualifiziert | nicht qualifiziert |
| Flor Ruíz         | Speerwurf   | 57,94 m       | 23            | nicht qualifiziert | nicht qualifiziert |

#### Siebenkampf
| Athletin       | Disziplin | 100 m Hürden | Hochsprung | Kugelstoßen | 200 m   | Weitsprung | Speerwurf | 800 m | Punkte | Platz |
| -------------- | --------- | ------------ | ---------- | ----------- | ------- | ---------- | --------- | ----- | ------ | ----- |
| Evelis Aguilar | Ergebnis  | 14,03 s      | 1,68 m     | 13,39 m     | 24,35 s | DNS        | -         | -     | DNF    | -     |
| Evelis Aguilar | Punkte    | 974          | 830        | 753         | 947     | 0          | -         | -     | DNF    | -     |

### Männer

#### Laufdisziplinen
| Athlet                                                 | Disziplin   | Vorlauf        | Vorlauf | Halbfinale         | Halbfinale         | Finale             | Finale             |
| Athlet                                                 | Disziplin   | Zeit           | Platz   | Zeit               | Platz              | Zeit               | Platz              |
| ------------------------------------------------------ | ----------- | -------------- | ------- | ------------------ | ------------------ | ------------------ | ------------------ |
| Diego Palomeque                                        | 100 m       | 10,51 s        | 41      | nicht qualifiziert | nicht qualifiziert | nicht qualifiziert | nicht qualifiziert |
| Bernardo Baloyes                                       | 200 m       | 20,83 s        | 38      | nicht qualifiziert | nicht qualifiziert | nicht qualifiziert | nicht qualifiziert |
| Yilmar Herrera                                         | 400 m       | 47,18 s        | 44      | nicht qualifiziert | nicht qualifiziert | nicht qualifiziert | nicht qualifiziert |
| Eider Arévalo                                          | 20 km Gehen |                |         |                    |                    | 1:18:53 h NR       | Gold               |
| Manuel Esteban Soto                                    | 20 km Gehen |                |         |                    |                    | 1:24:56 h          | 47                 |
| Luis Fernando López                                    | 50 km Gehen |                |         |                    |                    | DNF                | DNF                |
| Jorge Armando Ruiz                                     | 50 km Gehen |                |         |                    |                    | 3:50:37 h PB       | 20                 |
| Jhon Solís Diego Palomeque Yilmar Herrera Jhon Perlaza | 4 × 400 m   | 3:03,68 min SB | 12      |                    |                    | nicht qualifiziert | nicht qualifiziert |

#### Sprung/Wurf
| Athlet          | Disziplin  | Qualifikation | Qualifikation | Finale             | Finale             |
| Athlet          | Disziplin  | Weite/Höhe    | Platz         | Weite/Höhe         | Platz              |
| --------------- | ---------- | ------------- | ------------- | ------------------ | ------------------ |
| Mauricio Ortega | Diskuswurf | 62,97 m       | 16            | nicht qualifiziert | nicht qualifiziert |